# Rio Rico, Arizona
Rio Rico je naseljeno područje za statističke svrhe u američkoj saveznoj državi Arizona. Prema popisu stanovništva iz 2010. u njemu je živjelo 18,962 stanovnika.